# 열기관

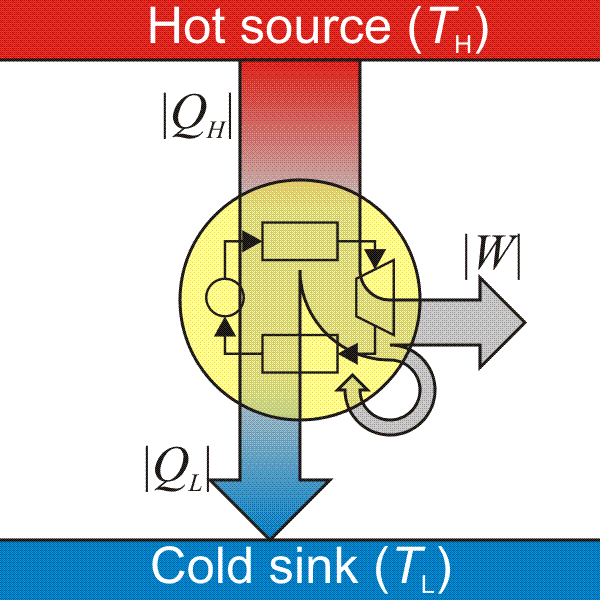

공학 및 열역학에서 열기관(熱機關)은 고열원에서 저열원 사이의 온도 차이를 이용하여 열에너지를 기계적 일로 변환하는 장치이다. 열은 고열원으로부터 저열원으로 이동하며, 이러한 과정에서 열은 일로 변환된다.
증기 기관·가솔린 엔진·디젤 엔진·로켓 엔진 등은 열기관이다. 이것들은 자동차·디젤차·화력 발전·비행기 등의 동력원으로서 널리 이용되고 있다. 열기관에서는 가솔린 등의 연료를 태워서 열을 발생시켜 고온의 기체를 만들고 그 기체의 팽창을 사용해서 열을 일로 바꾸고 있다.  열역학의 제2법칙에 의하면, 열을 모두 일로 바꾸기는 불가능하다. 따라서 열기관의 외부로부터 받은 열량을 Q1로 하고, 그 열량의 일부 Q가 역학적인 일로 변했다고 한다면 Q는 Q1보다 항상 작다. 그리고 남은 열량 Q1－Q는 주위의 저온 부분에 방출되고 만다.

## 일상 예
열기관의 일상 예로는 증기기관, 디젤 엔진, 가솔린 기관 등이 있다. 이 모든 열기관은 가열된 가스의 팽창에 의해 힘을 얻는다. 주위 환경은 저열원이며 상대적으로 차가운 공기를 공급하는데, 이는 열을 받아서 급속히 팽창하고 엔진의 기계적 움직임을 제공한다.

## 공학 및 물리 개념
열기관의 예:
- 증기 동력 사이클. 이 사이클 및 엔진에서는 작동 유체는 가스와 액체이다.
  - 랭킨 사이클 (증기기관)
  - 재생 사이클은 랭킨 사이클보다 효율적이다.
- 가스 동력 사이클. 이 사이클 및 엔진에서 작동 유체는 항상 가스이다.
  - 카르노 사이클 (카르노 열기관)
  - 브레이턴 사이클 혹은 줄 사이클 (가스터빈)
  - 에릭슨 사이클
  - 스털링 사이클 (스털링 기관)
  - 내연기관
    - 오토 사이클 (예. 가솔린 기관, 고속 디젤엔진)
    - 디젤 사이클 (예. 저속 디젤엔진)
    - 아킨슨 사이클
    - 르노와르 사이클 (예. 펄스 제트기관)

- 직접 변환
  - 열전기 (펠티에르-시벡 효과)
  - 열전자효과(에디슨 효과)

- 냉동(냉동기는 열펌프, 즉 열기관의 반대이다. 일이 열의 차이를 만들어낸다)
  - 카르노 냉동기
  - Vuilleumier 냉동기
  - 흡수 냉동기

## 같이 보기
- 카르노 기관
- 열병합
- 열펌프
- 왕복 기관
- 스털링 기관